# Projekt Longshot

Projekt Longshot – Konfigurationen

Projekt Longshot ist eine Studie aus dem Jahre 1988 mit dem Ziel, ein interstellares Raumschiff zu konzipieren, das Forschungssatelliten zum etwa 4,34 Lichtjahre entfernten Doppelsternsystem Alpha Centauri im Sternbild Centaurus befördern kann.

## Konzept
Das Konzept wurde von der United States Naval Academy und der National Aeronautics and Space Administration (NASA) entwickelt. Das Raumschiff sollte mit einem nuklearen Pulsantrieb ausgestattet werden. Longshot war so ausgelegt, dass es von der Space Station Alpha (einer Vorversion der Internationalen Raumstation ISS) aus hätte gebaut werden können. Ein Unterschied zu dem ähnlichen Projekt Daedalus war, dass bei Longshot nur existierende Technologie verwendet werden sollte, aber in Kauf genommen wurde, dass zusätzliche Entwicklung erforderlich werden könnte.
Anders als beim Projekt Daedalus, bei dem ein Fusionsreaktor mit geschlossenem Kreislauf (englisch closed cycle) eingesetzt werden sollte, sollte Longshot seine Energie mittels Kernspaltung aus einem langlebigen Kernreaktor beziehen. Mit einer anfänglichen Leistung von 300 kW betreibt der Reaktor eine Anzahl von Lasern im Antrieb, die genauso wie beim Projekt Daedalus dazu gebraucht werden, die Trägheitsfusion in Gang zu bringen. Ein weiterer grundsätzlicher Unterschied zum Projekt Daedalus ist, dass die Energieversorgung von Longshot nicht auf einen Fusionsreaktor angewiesen ist, da diese vom äußeren Reaktor übernommen wird.
Der Reaktor sollte außerdem einen Kommunikationslaser mit einer maximalen Leistung von 250 kW für die Datenübertragung zur Erde betreiben. Die größte Zeit während des Hinflugs soll der Kommunikationslaser nur im Sparmodus betrieben werden, um Daten über interstellare Materie zu senden. Am Ziel der Reise wird die Hauptantriebssektion abgeworfen und der komplette Energiedurchsatz für die Kommunikation mit 1 kbit/s verwendet.
Longshot würde beim Start 396 t (einschließlich 264 t Helium-3/Deuterium als Treibstoff) wiegen. Die Nutzlast inklusive Kernreaktor wiegt ohne die Hauptantriebssektion etwa 30 t.
Ein beachtlicher Unterschied zwischen den beiden Studien in der Missionsplanung ist, dass Longshot in eine Umlaufbahn um den Zielstern eintritt, Daedalus dagegen innerhalb relativ kurzer Zeit vorbeifliegt.
Die Reise zu Alpha Centauri B würde etwa hundert Jahre dauern. Aufgrund der Entfernung von 4,34 Lichtjahren würden erst 4,34 Jahre nach Ankunft die ersten Daten vom Zielort die Erde erreichen.

## Alternative Konzepte
Im Projekt Breakthrough Starshot werden Konzepte erarbeitet, um für eine wenige Gramm schwere Raumsonde eine Reisezeit von 20 Jahren nach Alpha Centauri zu ermöglichen. Das Projekt Prometheus untersuchte die Verwendung von Nuklearantrieben für interplanetare Raumfahrt.